# The Envy Corps
The Envy Corps is een Amerikaanse indierockband uit Ames (Iowa). De band staat vooral bekend vanwege de atmospheric-meets-pop sound. Deze stijl vertoont gelijkenissen met Radiohead, Doves, New Order, Dinosaur Jr., en Modest Mouse. De huidige bandleden (in 2009) zijn Brandon Darner (gitaar), Micah Natera (keyboard, gitaar), Luke Pettipoole (zang, gitaar, piano) and Scott Yoshimura (drums).

## Discografie

### Albums
- Soviet Reunion (2004, Bi-Fi Records)
- Dwell (2008, Vertigo Records)
- Palawan Scops/I Hate My Host Family (verschijnt binnenkort)

### Ep's
- Humble Hero/Lurking In the Shadows (2002, Bi-Fi Records)
- Gregory Rumes (2003, Bi-Fi Records)
- I Will Write You Love Letters If You Tell Me To (2006, self-released)
- Story Problem (2007, Vertigo Records)
- Kid Gloves (2009, Tempo Club)

### Singles
- Wires & Wool (2007, Vertigo Records)
- Rhinemaidens (2007, Vertigo Records)
- Story Problem (2008, Vertigo Records)

### Overig
- Run Fatboy Run Soundtrack (2007)